# Blecha psí
Blecha psí (Ctenocephalides canis) je druh blechy, který se vyskytuje u psů a koček, ale i dalších savců. Dospělci žijí v srsti a živí se krví hostitele. Je blízce příbuzná bleše kočičí (Ctenophalides felis).
Blecha psí je rovněž mezihostitelem tasemnici psí (Dipylidium caninum).
Ačkoliv blecha psí parazituje zejména psů a koček, může pokousat i člověka. Blecha psí může žít bez potravy mnoho měsíců, ale samičky potřebují konzumovat krev, aby mohly vytvářet vajíčka. Každá samice může umístit do srsti svého hostitele až 4000 vajíček. Vývojový cyklus blechy prochází čtyřmi stádii: vajíčko, larva, kukla, a dospělý jedinec. Celý životní cyklus od vajíčka po dospělého jedince trvá od dvou do tří týdnů v závislosti na okolní teplotě.

## Anatomie
Ústní ústrojí blechy psí je přizpůsobeno pro prokousnutí kůže a sání krve. Blecha psí je vnější parazit živící se sáním krve psů. Psi postižení blechou psí trpí často silným svěděním ve všech částech těla, kde se blecha vyskytuje.
Blechy nemají křídla, přičemž jejich těla jsou tvrdá s chloupky a ostny, které jim usnadňují cestování srstí. Blechy rovněž disponují poměrně dlouhými dolními končetinami uzpůsobenými ke skákání.
Blechy psí a blechy kočičí jsou si velmi podobné, mohou být však odlišeny tvarem jejich hlavy. Blecha psí má spíše zaoblenou hlavu než protáhlou. Dalším znakem je osm štětin na zadních nohou (blecha kočičí jich má pouze šest).
Blechy dokážou až 200krát přeskočit vlastní délku, doskočí tedy asi 20 cm vysoko a až kolem 35 cm daleko.

## Příznaky a symptomy
Zablešení může být pro psy, kočky i lidi nejenom velmi nepříjemné, ale i velmi nebezpečné. Problémy způsobené blechami se mohou pohybovat v rozsahu od mírného svědění až po závažné infekce kůže. V důsledku extrémního množství blech může vzniknout i chudokrevnost (anémie). Blechy rovněž mohou přenášet mnoho nemocí (ve středověku např. mor) a parazitů – např. tasemnice psí.
Při pokousání člověka blechami vzniká svědivá vyrážka s malými hrbolky, které mohou krvácet. Tato vyrážka vzniká nejčastěji v podpaží nebo v záhybech, jakými jsou loketní, kolenní nebo kotníková jamka. Při stisku kousance se mění tento na bílý.
Pokud trápí pejska blechy, škrabe se a kouše se nejvíce v oblasti hlavy, krku a kolem ocasu, kde se blechy nejvíce soustřeďují. Blechy se pak v těchto oblastech ještě více koncentrují. Neustávající škrábání a kousání způsobí zarudnutí kůže a může vést až k zánětu.
Kožní alergická reakce – dermatitida se objevuje u psů alergických na bleší sliny. V takovém případě budou příznaky výraznější. V důsledku chorobného škrábání a kousání může pes přijít i o srst.

## Prevence
Prevence a zvládnutí zablešení je vícekrokový proces. Prevence při zablešením může být občas obtížná, ale je dost efektivních cest k dosažení toho, že nedojde k znovuzablešení psa. Zvládnutí zablešení neznamená jenom zničení blech ve všech vývojových stádiích na psovi, ale i jejich odstranění z prostředí (pelíšek) kde pes žije. Blechy jdou nejlépe odstranit speciálními produkty určenými k odblešení, které se dají koupit.
Každá samička blechy s oblibou klade vajíčka v prostředí,, ve kterém žijí domácí mazlíčci. Potom efektivní odblešení spočívá v odblešení vnitřního i vnějšího prostředí a všech mazlíčků zabránění ve vývoji dosud nedospělých blech (předchozích vývojových stádií).
Odblešení vnitřního vybavení se většinou provádí mechanickým zničením.
Toto může být uskutečněno prostřednictvím vysání, obzvláště na místech kde se blechy obvykle nacházejí (například závěsy, psí pelíšky a prostory pod nábytkem). Vysavačem lze odstranit přibližně 50% bleších vajíček. Po vysávání je doporučeno použít speciální přípravek proti blechám k usmrcení zbylých blech a k zabránění vývoji vajíček a larev. Dostupné produkty, např. prášek do koberců, spreje a rozprašovače, obsahují insekticidy a růstové regulátory.
Speciální péči je potřeba věnovat psímu pelíšku, který by měl být prán každý týden. Odblešení by potom mělo být provedenou souběžně ve vozidlech, garážích a všech dalších místech, kde je známo, že pes trávil svůj čas.
Prevence zablešení musí zahrnovat odstranění blech ze dvora nebo chovatelské stanice. Dvě místa, kde s největší pravděpodobností budou blechy jsou psí boudy a terasy či verandy, kde mohou psi odpočívat. Blechy se také mohou na psy přenést od divokých zvířat jakými jsou například veverky. Je doporučováno odpudit tato zvířata od sídla lidí (hlavně je nekrmit).
Odblešení je díky produktům jako jsou antiparazitické obojky, spreje, dipy, prášky, šampony a dokonce i injekce snazší. Lze blechy snadno zabít nebo paralyzovat v závislosti na účinné látce. V této souvislosti jsme v mnohem lepším postavení, než naši předci, jejichž hlavní zbraní byl hřeben "vešáček" a nůžky na ostříhání srsti.
Je velmi důležité vydržet s opatřeními proti blechám tak dlouho, jak je to jen možné, neboť životní cyklus blech se může prodloužit až na šest měsíců a ačkoliv bylo odblešení úspěšné, tak se blechy v různých vývojových stádiích stále vyskytují kolem domu.

## Léčba
K efektivnímu zbavení se blech a jejich vajíček neošetřujte pouze psy, ale i prostředí (vnitřní i vnější), ve kterém se pohybují. Odblešujte ihned a pravidelně odblešování opakujte. Pozdní odblešení zvyšuje riziko vzniku blechou přenosných infekcí. Jednou měsíčně používejte produkty proti blechám, které brání zablešení. Tyto se nejčastěji nanášejí na zadní část zvířete ve formě spreje. Existuje i nálev pro oplachování, ale není užíván tak často neboť představuje riziko pro zdraví zvířete.
V roce 2009 agentura pro ochranu životního prostředí provedla výzkum, a vydala předběžnou zprávu.
Pro psy je k dispozici i celá řada přírodních přípravků založených např. na levanduli nebo muškátovém květu. To, že je prostředek přírodní však nemusí automaticky znamenat, že není toxický.
Výsledky vyhodnocení toxicity jsou k dispozici on-line

## Blecha psí v kultuře
Blecha psí je poměrně hodně zakořeněna do národní kultury ČR.[zdroj?]
- Film Na samotě u lesa – hláška: To jsou blechy psí, ty na člověka nejdou!
- Přání dětem před spaním: Dobrou noc a ať Vás blechy štípou celou noc!
- Přirovnání: Je jako pytel blech – Šije sebou jako pytel blech – Šťastný jako blecha
- Aforismy: Žádná blecha neskáče podle toho, jak její hostitel píská. (Nakladatelství Cesta)